# Em Busca do Tempo Perdido
Em busca do tempo perdido (do francês À la recherche du temps perdu) é uma obra romanesca de Marcel Proust escrita entre 1908-1909 e 1922, publicada entre 1913 e 1927 em sete volumes, os três últimos postumamente.

## A Obra

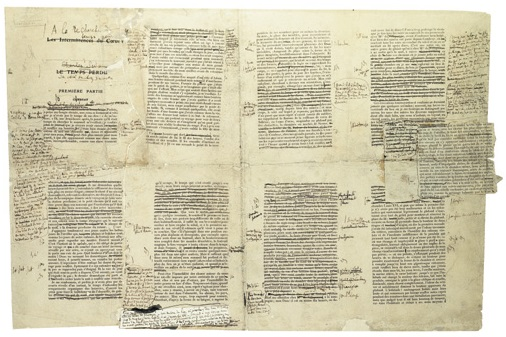

Os sete volumes que constituem a obra são (os títulos em português são os da edição portuguesa da Relógio d'Água publicados entre 2003 e 2005 numa tradução de Pedro Tamen):
1. Du côté de chez Swann (Do Lado de Swann, 1913)
2. À l'ombre des jeunes filles en fleurs (À sombra das raparigas em flor, 1919, recebeu o prémio Goncourt desse ano)
3. Le Côté de Guermantes (O caminho de Guermantes, publicado em 2 volumes de 1920 e 1921)
4. Sodome et Gomorrhe (Sodoma e Gomorra, publicado em 2 volumes em 1921-1922)
5. La Prisonnière (A prisioneira, publicado postumamente em 1923)
6. Albertine disparue (A Fugitiva - Albertine desaparecida, publicado postumamente em  1927) (título original: La Fugitive)
7. Le Temps retrouvé (O tempo reencontrado, publicado postumamente em 1927)

Pelas suas ambições (alcançar a substância do tempo para poder se subtrair de sua lei, a fim de tentar apreender, pela escrita, a essência de uma realidade escondida no inconsciente “recriada pelo nosso pensamento”), sua desproporção (quase 3500 páginas na coleção de bolso), e sua influência em trabalhos literários e nas pesquisas a vir (Proust é considerado como o primeiro autor clássico de seu tempo), "Em busca do tempo perdido" se classifica entre as maiores obras da literatura universal.
Uma tradução brasileira hoje clássica de Mário Quintana (Volumes 1 a 4), Manuel Bandeira e Lourdes Sousa de Alencar (Volume 5), Carlos Drummond de Andrade (Volume 6) e Lúcia Miguel Pereira (Volume 7) foi editada pela Livraria do Globo de Porto Alegre, o primeiro volume em 1948, o segundo em 1951 e os demais durante a década de 1950. Outra tradução brasileira mais recente, do poeta Fernando Py, com base na edição francesa definitiva da Gallimard de 1987, foi lançada em 1992 em três volumes pela Ediouro. Uma das traduções portuguesas é de Pedro Tamen, pela editora Relógio d'Água e Círculo de Leitores de Lisboa, entre 2003 e 2004. Em 2022 é publicado uma nova edição pela editora Companhia das Letras, onde até o presente momento saiu os dois primeiros volumes, traduzido por Mario Sergio Conti e Rosa Freire d'Aguiar. 

## Temas
Proust teceu a Primeira Grande Guerra na sua história, incluindo o bombardeamento aéreo de Paris; os pesadelos de juventude do narrador transformaram-se num campo de batalha, com 600.000 alemães mortos na luta por Méséglise, e com Combray dividida entre os dois exércitos.
Embora Proust fosse contemporâneo de Sigmund Freud, nenhum dos dois conhecia a obra do outro. O Dr. Howard Hertz, da Universidade de Pasadena City, comparou a obra de Proust com a de Melanie Klein, uma estudiosa das teorias freudianas.
O papel da memória é central no romance. Quando a avó do narrador morre, a sua agonia é retratada como um lento desfazer; em particular, as suas memórias parecem ir-se evaporando dela, até já nada restar. No último volume, O Tempo Reencontrado, o autor utiliza uma analepse, e faz com que o narrador recue no tempo das suas memórias, em episódios desencadeados por recordações de cheiros, sons, paisagens ou mesmo sensações tácteis.
Uma grande parte do romance debruça-se sobre a natureza da arte. Proust avança com uma teoria da arte em que todos somos potenciais artistas, se por arte entendemos transformar as experiências de vida do dia a dia em algo revelador de maturidade e entendimento. A música é também abordada extensamente. Morel, o violinista, é apresentado para exemplificar um certo tipo de carácter artístico, e o valor da música de Wagner é também debatido.
A homossexualidade é um dos temas principais do romance, especialmente em Sodoma e Gomorra e nos volumes seguintes. "Em Busca do Tempo Perdido" é o primeiro dos grandes romances em que a homossexualidade é tema central, tanto como conceito para discussão como pela descrição do comportamento dos seus personagens. Embora o narrador se descreva como heterossexual, suspeita constantemente das relações da sua apaixonada com outras mulheres. Também Charles Swann, a figura central de grande parte do primeiro volume, tem ciúmes da sua amante Odette (com quem mais tarde  casará), que acabará por admitir ter realmente mantido relações sexuais com outras mulheres. Alguns personagens secundários, como o Barão de Charlus (inspirado em parte pelo famoso Robert de Montesquiou), são abertamente homossexuais, enquanto outros, como o grande amigo do narrador, Robert de Saint-Loup, são mais tarde apresentados como homossexuais não assumidos. A monumental confrontação do tema da homossexualidade em "Em Busca do Tempo Perdido" permitiu aos leitores que a homossexualidade poderia ser mais que apenas actos lascivos de sodomitas ou os maneirismos afectados de homens obcecados em negar a sua masculinidade. Em vez disso, o romance de Proust apresentou a homossexualidade como um assunto complexo e multifacetado, que, se examinado de perto, derrota todos os estereótipos.
Em 1949, o crítico literário Justin O'Brien, publicou um artigo denominado "Albertine the Ambiguous: Notes on Proust's Transposition of Sexes" ("A ambiguidade de Albertina; notas sobre a transposição de géneros sexuais em Proust"), que afirmava que alguns dos personagens femininos, nomeadamente a amante do narrador, Albertina, seriam melhor entendidos se se lhes mudasse o género sexual para o masculino: os nomes das amantes do narrador são todos possíveis no masculino: Albertine (Albert), Gilberte (Gilbert), Andrée (André). Esta teoria ficaria conhecida como a "teoria da transposição dos sexos" na análise crítica da obra literária de Proust, que seria mais tarde desafiada por Eve Kosofsky Sedgwick em "Epistemology of the Closet" (A Epistemologia do Armário).
Outros temas importantes nesta obra são a doença física e a crueldade.

## Traduções para português

### Brasil, Editora Globo de Porto Alegre
Por Mário Quintana (vols. 1 a 4), Manuel Bandeira e Lourdes Sousa Alencar (vol. 5), Carlos Drummond de Andrade (vol. 6) e Lúcia Miguel Pereira (vol. 7):
1. Do lado de Swann (1948)
2. À sombra das raparigas em flor (1951)
3. O caminho de Guermantes I
4. O caminho de Guermantes II
5. A prisioneira
6. A fugitiva
7. O tempo redescoberto (1957)

Esta tradução foi editada em Portugal pela Livros do Brasil nos anos '70, com a referência a Mário Quintana em todos os volumes.

### Portugal, Editora Europa-América
Por Maria Gabriela de Bragança, em 8 volumes, a partir do texto da edição da Bibliothèque de la Pléiade de 1954:
1. Do lado de Swann (1984)
2. À sombra das jovens em flor
3. O lado de Guermantes I
4. O lado de Guermantes II
5. Sodoma e Gomorra
6. A prisioneira
7. A fugitiva
8. O tempo redescoberto (1986)

Reeditada em 2004 em 7 volumes.

### Brasil, Ediouro
Por Fernando Py, a partir do texto da edição da Bibliothèque de la Pléiade de 1987:
1. No caminho de Swann (1992)
2. À sombra das moças em flor
3. O caminho de Guermantes
4. Sodoma e Gomorra
5. A prisioneira
6. A fugitiva
7. O tempo recuperado (1995)

Reedição revista, em 2002, em 3 vols. (1-2, 3-4, 5-7).

### Portugal, Relógio D'Água e Círculo de Leitores
Por Pedro Tamen:
1. Do Lado de Swann (2003)
2. À Sombra das Raparigas em Flor
3. O Lado de Guermantes
4. Sodoma e Gomorra
5. A Prisioneira
6. A Fugitiva : Albertine Desaparecida
7. O Tempo Reencontrado (2005)

### Brasil, Companhia das Letras
Por Mario Sergio Conti e Rosa Freire d'Aguiar, que saiu como À Procura do Tempo Perdido:
1. Para o lado de Swann (2022)
2. À sombra das moças em flor (2022)